# Eisenkammer Pirna

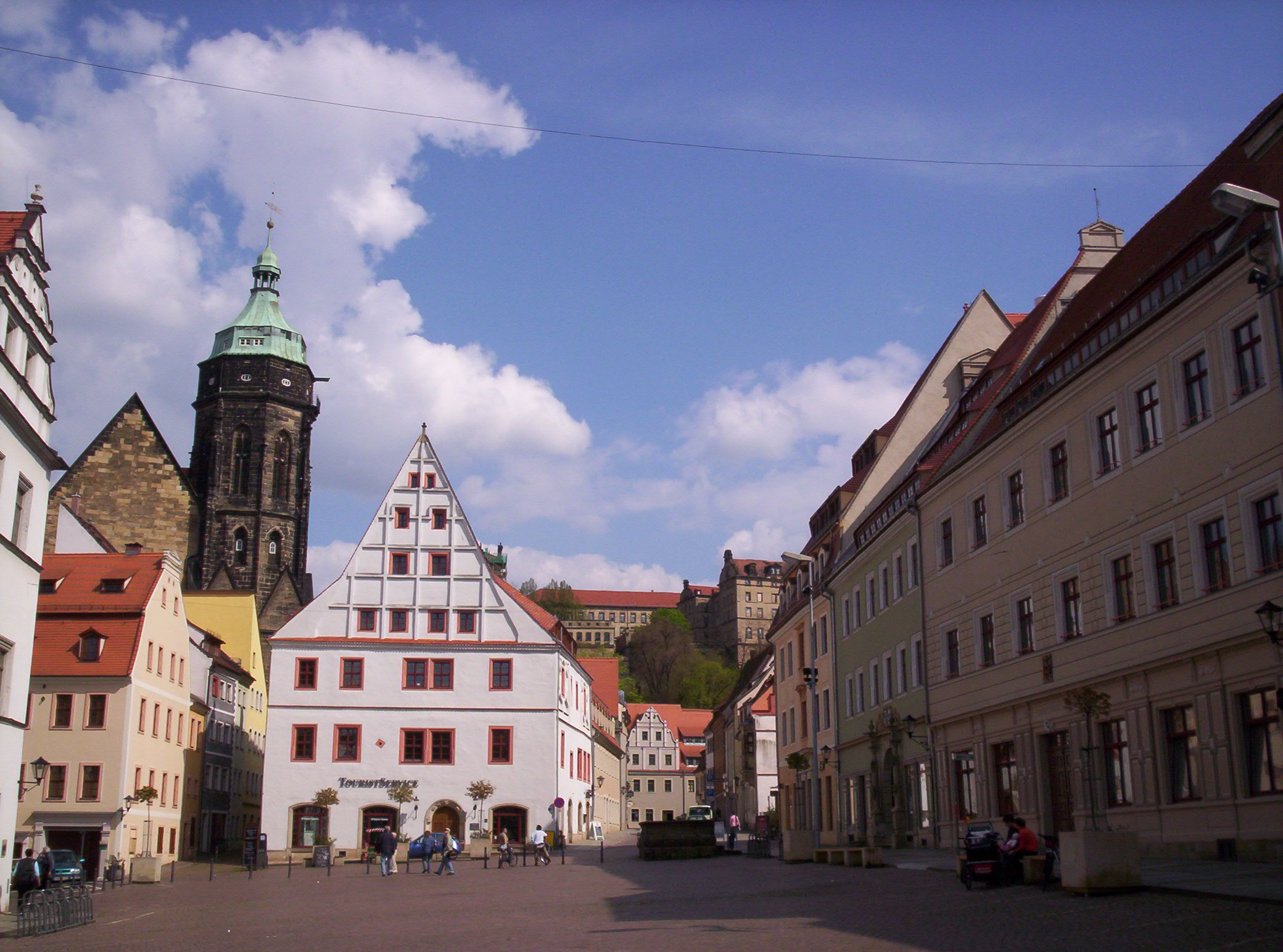
Marktplatz in Pirna mit der Kirche St. Marien, dem Canalettohaus und rechts dem Haus Nr. 10, 1472–1686 Sitz der Eisenkammer

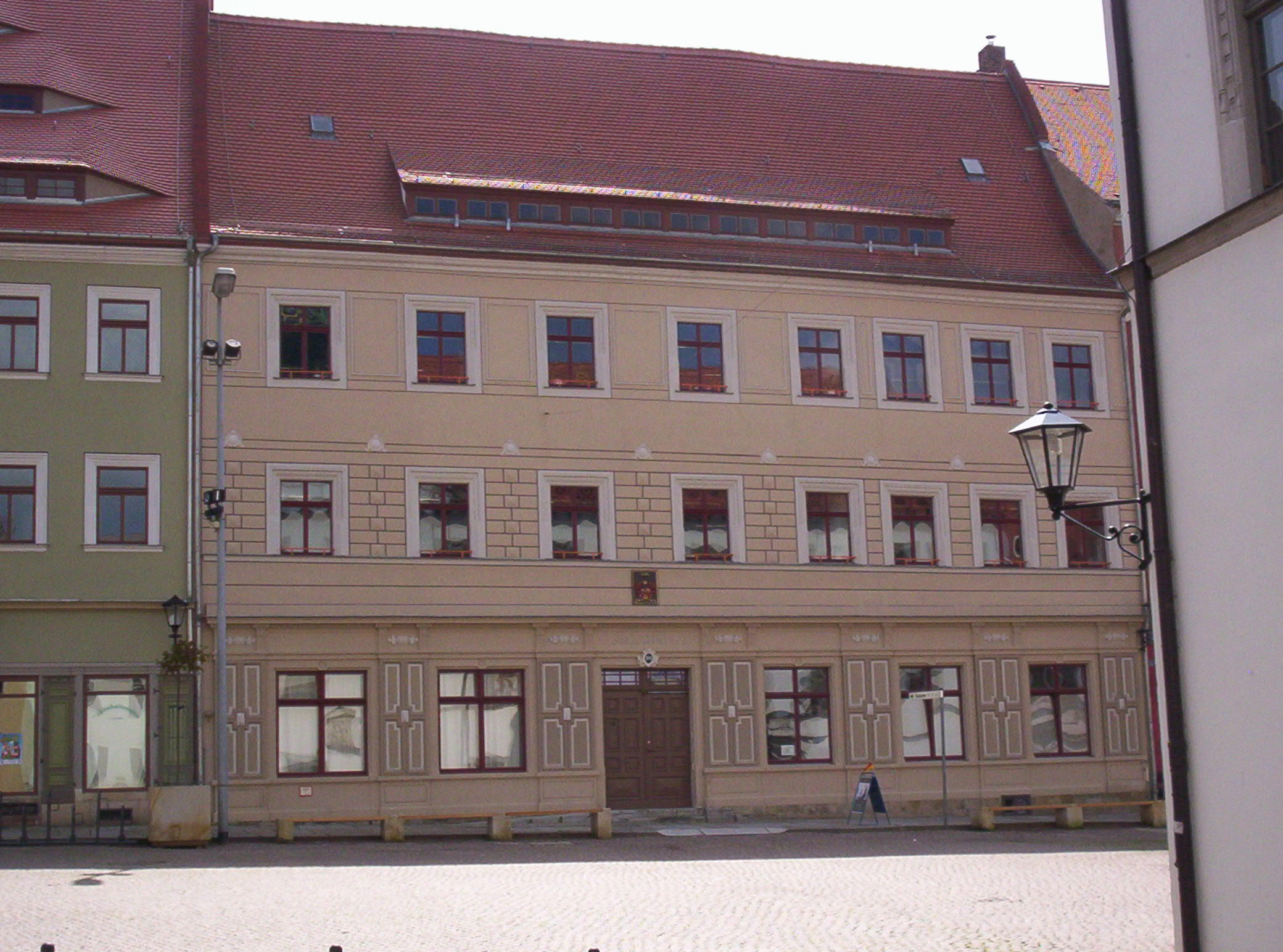
Haus am Markt 10 in Pirna, heute Stadthaus

Die Eisenkammer Pirna war eine kurfürstlich-sächsische Institution, deren Aufgabe es war, die in ihrem Zuständigkeitsbereich (Revier), dem sog. Pirnaer Eisenrevier, gewonnenen Eisenerzeugnisse zu vertreiben bzw. zuzuteilen. Sie wurde 1472 gegründet und bestand bis 1686. Ihren Sitz hatte sie im Haus am Markt 10, dem heutigen Stadthaus, in der Altstadt. Für die entsprechenden Reviere existierten Eisenkammern als Behörden des Eisenvertriebs etwa auch in den früheren österreichischen Eisenzentren Steyr und Scheibbs.

## Geschichte
Im Osterzgebirge wurde vermutlich schon seit dem 13. Jahrhundert Eisenerz abgebaut; für den Ort Berggießhübel ist der Eisenerzabbau mit einer Abrechnung über das Bergwerk aus dem Jahre 1450 belegt. So war Berggießhübel als Zentrum des Eisenerzbergbaus im Pirnaer Revier Sitz eines Bergamtes mit einer entsprechenden Berggießhübler Bergordnung von 1546, welche für das gesamte Pirnaer Revier galt. Bergherren waren damals neben dem Kurfürsten von Sachsen die von Bünau auf Liebstadt sowie die von Bernstein in Ottendorf. Die aus dem hier gewonnenen Eisenerz hergestellten Erzeugnisse wurden Pirnisches Eisen genannt.
Zum einen war das sog. Pirnische Eisen vor allem aufgrund des Magneteisenstein-Vorkommens, dem hochwertigsten Eisenerz, sehr gefragt. Der Geschichtsschreiber Petrus Albinus schreibt in seiner Meißnischen Land- und Berg-Chronica 1589:
„Das dritte und fürtrefflichste Eisen wird zum Lawenstein und Berggieshübel und Glasshütten gemacht / sind alle drey nicht weit von Dreßden und Pirna den Stedten gelegen. Derwegen etlich das Eisen / so daselbst gemacht / Pirnisch nennen / und rühmen davon es sey geschmeidiger als das Lausitzer / so doch sonsten auch weit verführt wird.“
Zum anderen herrschte im Kurfürstentum Sachsen ein Mangel an Eisen, welches vor allem für die Herstellung von Rüstung sowie für die Gewinnung von Silber, Zinn und Kupfer in den entsprechenden Bergwerken benötigt wurde. In der Präambel der Berggießhübler Bergordnung von 1546 wurde festgehalten, dass
„auf unseren silber- und anderen bergwerken, auch sunsten in unseren landen und fürstenthums merklicher mangel an eysen gespurett“
werde.
Daher errichtete die Landesherrschaft bereits 1472 ein Monopol über den Eisenhandel und im Zuge dessen die Eisenkammer Pirna, um die Versorgung der Bergwerke und Zeughäuser mit Eisen sicherzustellen. Dementsprechend mussten alle Eisenerzeugnisse, welche im Pirnaer Revier produziert wurden (im 16. Jahrhundert ca. 300 Tonnen jährlich), der Eisenkammer gegen festgesetzte Preise abgeliefert werden, welche sie dann an das Dresdner Zeughaus und an die Bergwerke, Städte und Zünfte veräußerte. So wurde etwa die Saline in Poserna 1572 fast ausschließlich mit Pirnischem Eisen errichtet.
Da das Monopol nicht der Gewinnerzielung, sondern vorrangig der Sicherung der Eisenversorgung diente, sich das Geschäft mit dem Eisen jedoch als verlustreich erwies, sollte 1583 der Rat von Pirna die Aufgaben der Eisenkammer übernehmen. Bereits 20 Städte in Sachsen waren verpflichtet, ihr Eisen ausschließlich von der Pirnaischen Eisenkammer zu beziehen. Nun bekräftigte  Kurfürst August seine Bestimmung, dass alles im Kurfürstentum gekaufte Eisen von der Eisenkammer Pirna zu beziehen sei, was sich aber nur schwer umsetzen ließ.
Der Historiker Uwe Schirmer stellt zusammenfassend fest: „Der Zweck des öffentlichen Wirtschaftens in dem kleinen Pirnaer Eisenrevier richtete sich somit vorrangig nach dem Bedarf der Bergwerke und Salinen sowie nach den politisch-militärischen und frühmerkantilistischen Absichten der Landesherrschaft.“